# Hřbitov Ivry
Hřbitov Ivry je jedním z pařížských hřbitovů extra muros (tj. mimo město), které jsou využívány městem Paříž. Nachází se necelých 500 metrů za administrativní hranicí Paříže, v sousední obci Ivry-sur-Seine, v departementu Val-de-Marne. Jako zelená plocha je tento hřbitov útočištěm divoké fauny a flóry. Je také držitelem značky QualiPARIS.

## Popis
Hřbitov se rozkládá na dvou plochách, které od sebe odděluje ulice Paul-Andrieux.
- První, na severu, pochází z roku 1861 a rozkládá se na ploše 7,69 hektaru. Jeho západní část byla zakoupena v roce 1897, aby se stala hřbitovem obce Kremlin-Bicêtre.
- Druhá, na jihu, byla vytvořena v roce 1874 a má celkovou plochu 20,69 hektaru.

Nekropole má 48 000 hrobů, rozdělených do 47 oddělení. Od roku 1861 do roku 2007 bylo na hřbitově Ivry pohřbeno 240 000 osob. Každoročně se zde uskuteční přibližně 1000 pohřbů.

### Zelená plocha
Na hřbitově roste téměř 1800 stromů, což z něj činí zelený prostor, který je spravován ekologicky.
Od roku 2015 se odplevelování (plečkování) provádí mechanicky, nepoužívá se již žádná chemie. Zdi hřbitova byly osázeny zelenými rostlinami a některé cesty byly zatravněny. Služby města Paříže instalovaly hnízdní budky a také budky pro ježky.

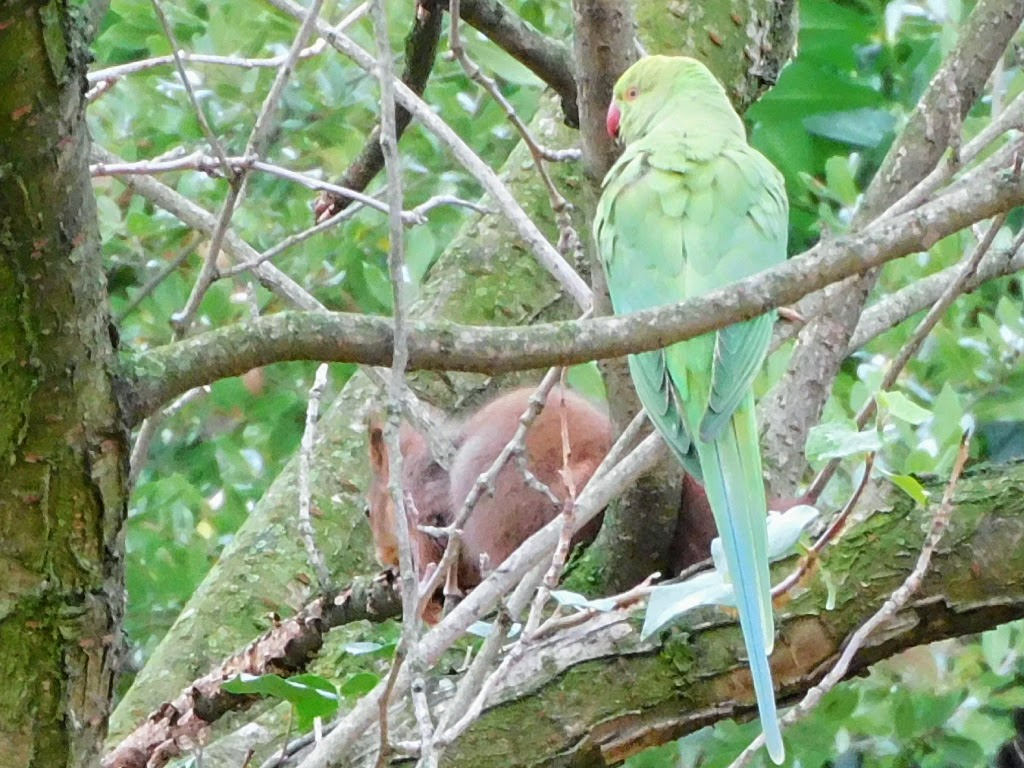
Biodiverzita hřbitova: veverka a andulka.

Na konci roku 2016 se na hřbitově objevil jestřáb, datel, liška, netopýr, ježek nebo puštík obecný. Byly vysázeny ovocné stromy, aby poskytovaly potravu pro ptáky a včely.

## Pohřbené osobnosti

### Popravy
V květnu 1871 byl na hřbitově uskutečněn značný počet hromadných poprav komunardů, kteří se stali oběťmi versailleských represí. Odhady se značně liší: 650 podle Maxime Du Camp (zarytý antikomunard), 5000 podle Camille Pelletana, 15 000 podle Xaviera Raspaila. Podle posledního odhadu by se jednalo o hřbitov s největším počtem popravených komunardů v hromadných hrobech. Vykopávky by snad umožnily stanovit přesnější počet.

### Komunističtí odbojáři

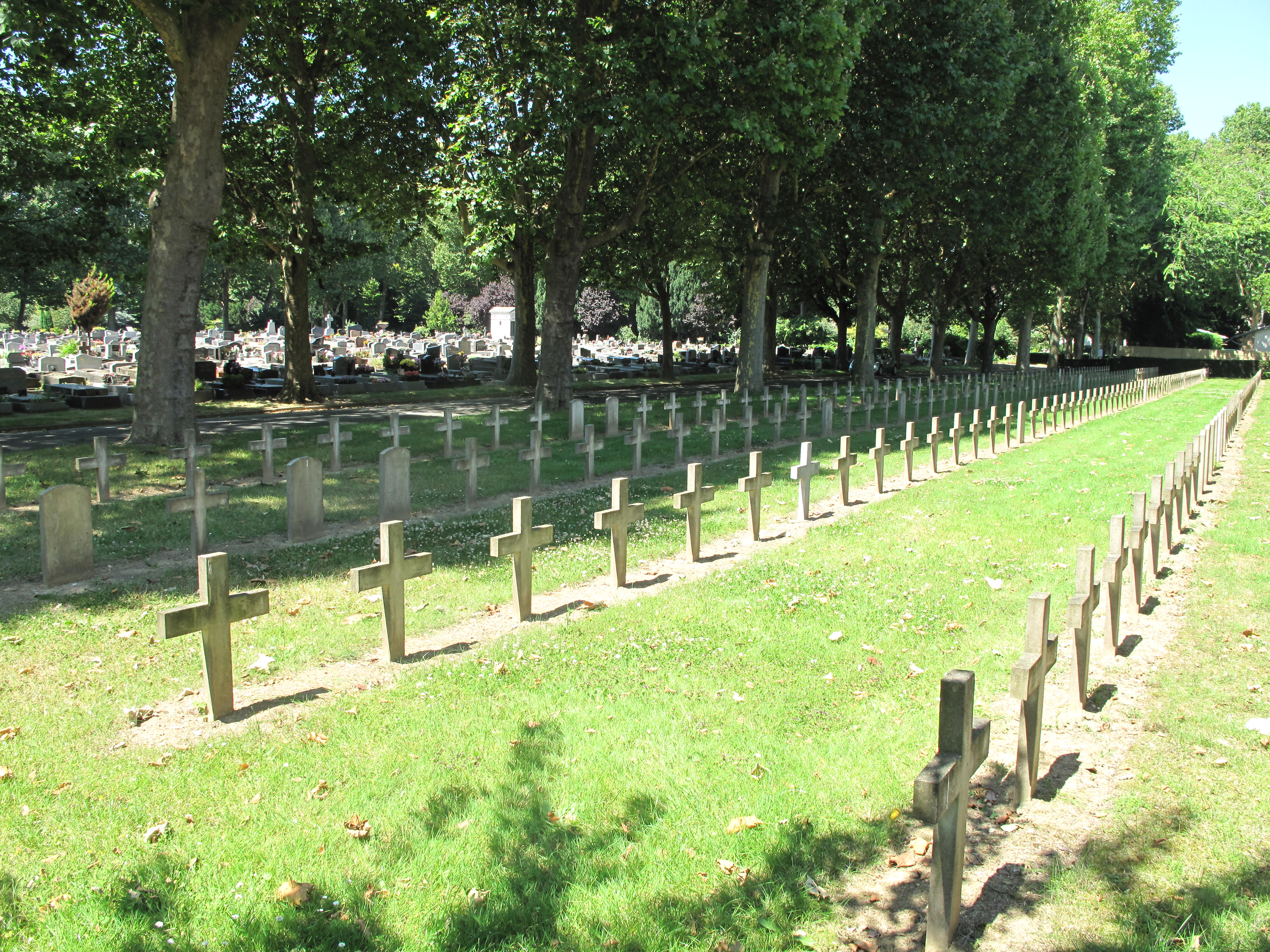
Hroby odbojářů.

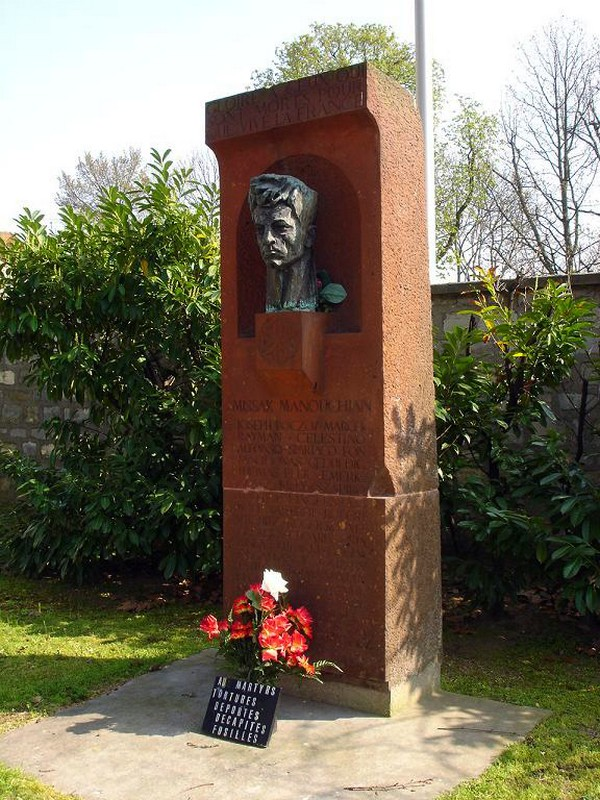
Kenotaf Missaka Manouchiana a mrtvých z Affiche Rouge.

Po válce získala Francouzská komunistická strana (PCF) rozsáhlou koncesi nazvanou „Carré des fusillés” (tj. čtverec zastřelených) (nacházející se ve 39. oddělení), který komunistická strana považuje za ekvivalent Pantheonu.
Obsahuje:
- hroby mnoha odbojářů zastřelených v pevnosti Mont Valérien: Missak Manouchian (1906–1944), Marcel Rajman (1923–1944), Fernand Zalkinow (1923–1942) a několik členů Affiche Rouge, odbojové skupiny složené z nedávných přistěhovalců;
- hrob etnologa a lingvisty Borise Vildého (1908–1942), zakládajícího člena Musée de l'Homme;
- hroby Jeana Poulmarc'ha (narozen v roce 1910) a Henriho Pourchasse (zaměstnanec prefektury, šéf odborů železničních dělníků CGT, narozen v roce 1907), komunistických ozbrojenců zastřelených v Châteaubriant (Loire-Inférieure) dne 22. října 1941 spolu s dalšími 26 rukojmími;
- deska na památku Olgy Bancic (1912–1944), která je symbolem zahraničních dobrovolnic v odboji, připevněná na jedné ze zdí;
- pamětní deska Pierra Rebièra (1909–1942), připevněná na jedné ze zdí vojenského náměstí;
- hroby Artura Londona (1915–1986), bývalého člena mezinárodních brigád ve Španělsku, komunistického odbojáře ve Francii od roku 1940 a autora knihy L'Aveu, a Lise London (1916–2012), jeho manželky, komunistické aktivistky a odbojářky.

### Nepolitičtí odsouzenci k trestu smrti
Od roku 1885 do roku 1972 byli odsouzenci k trestu smrti gilotinou ve věznici La Santé pohřbeni na hřbitově v Ivry v oddělení 27.  Mezi 128  popravenými můžeme zmínit:
- Jean-Jacques Liabeuf [5] (1886–1910), obuvník, který zabil policistu
- Paul Gorgulov (1895–1932), vrah prezidenta Doumera
- Marie-Louise Giraud (1903–1943), „tvůrkyně andělů”
- Doktor Petiot (1897–1946), sériový vrah
- Émile Buisson (1902–1956), zločinec
- Claude Buffet (1936–1972) a Roger Bontems (1933–1972)

Byli pohřbeni v neoznačených hrobech. Koncem 90. let 20. století byly ostatky na příkaz správy vyzvednuty.  Poté byly buď uloženy do kostnice, nebo byly získány rodinami a pohřbeny na jiném místě. Vše, co dnes zbylo, je kamenná dlažba ohraničující „náměstí umučených”.

### Různé osobnosti
- Arlette Accart (1926–1957), herečka a hlasatelka
- Arthur Adamov (1908–1970), spisovatel a dramatik (44. oddělení)
- Jean Bellus (1911–1967), ilustrátor a karikaturista (24. oddělení)
- Abdel Hafed Benotman (1960–2015), alžírský spisovatel (16. oddělení)
- René Bergeron (1890–1971), herec (20. oddělení)
- Paul Bernard (1898–1958), herec (11. oddělení)
- Marcelle Bordas (1897–1968), zpěvačka (30. oddělení)
- Irène Brillant (1906–1997), herečka (11. oddělení)
- Georges Briquet (1898–1968), sportovní fejeton. divizeista (42. oddělení)
- Louis Caput (1921–1985), závodní cyklista (44. oddělení)
- André Chastel (1912–1990), francouzský historik umění, profesor na College de France (9. oddělení)
- Marius Constant (1925–2004), francouzský skladatel (24. oddělení)
- Maurice Cuvillier (1897–1957), ilustrátor, tvůrce Sylvain et Sylvette (14. oddělení)
- René Dagron (1819–1900), průkopník fotografie (10. oddělení)
- Pierre Daix (1922–2014), odbojář a novinář (44. oddělení)
- Louis Delapchier (1878–1959), sochař a ilustrátor (13. oddělení)
- Ferdinand Desnos (1901–1958), malíř (13. oddělení)
- Nicolas Eekman (1889–1973), holandský figurální malíř (21. oddělení)
- Fernand Faniard (1894–1955), operní pěvec (32. oddělení)
- Louis Gabriel Gauny (1806–1889), Saint-Simonian spisovatel a filozof pracovník (11. oddělení)
- Yves Giraud-Cabantous (1904–1973), závodní jezdec (21. oddělení)
- Nathalie Goncharova (1881–1962), ruská malířka, manželka Michela Larionova (7. oddělení)
- Maurice Hallé (1886–1954), básník a zpěvák (12. oddělení)
- Johnny Hess (1915–1983), zpěvák (40. oddělení)
- Michel Larionov (1881–1964), ruský malíř, manžel Natálie Gončarové (7. oddělení)
- Charles Lavialle (1894–1965), herec (23. oddělení)
- Éliphas Lévi (1810–1875); v roce 1881 exhumován a vhozen do společného hrobu, církevní a okultistický pracovník
- Georges Melchior (1889–1944), herec (40. oddělení)
- Heřman Němeček (1877–1941), český malíř, francouzský legionář (42. oddělení)
- Lazare Ponticelli (1897–2008), poslední francouzský veterán z první světové války (41. oddělení)
- Pierre-Ernest Prins (1838–1913), malíř (29. oddělení)
- Eugène Rubens-Alcais (1884–1963), francouzský neslyšící aktivista v oblasti sportu (5. oddělení)
- Louis Seigner (1903–1991), herec (7. oddělení)
- Roger Stéphane (1919–1994), spisovatel a novinář (7. oddělení)
- Maurice Ulrich (1925–2012), politik (8. oddělení)